# مستعمره ویرجینیا
مستعمره ویرجینیا، سرزمینی وسیع در آمریکای شمالی بود که توسط پادشاهی انگلستان درسال ۱۶۰۶ خریداری شد. ویرجینیا اولین مستعمره انگلیسی ماندگار در آمریکای شمالی بود و بسیاری از تاریخدانان، استعمار این سرزمین را «طلوع» و «سرآغاز» امپراتوری بریتانیا می‌دانند. در سال ۱۷۷۵، پس از متحد شدن با ۱۳ مستعمرهٔ دیگر در آمریکای شمالی، با شورش و انقلابی مسلحانه از امپراتوری بریتانیا جدا شد و استقلال یافت.
بنیانگذار این مستعمره «شرکت ویرجینیا» بود، با دو سکونتگاه اول در جیمز تاون در ساحل شمالی رودخانه جیمز و مستعمره پاپهام در رودخانه کنبک در مین امروزی، هر دو در سال ۱۶۰۷. مستعمره پفام به سرعت به دلیل قحطی، بیماری و درگیری با قبایل محلی بومیان آمریکا در دو سال اول شکست خورد. جیمزتاون زمین‌های متعلق به کنفدراسیون پوهاتان را اشغال کرد و همچنین قبل از ورود گروه جدیدی از مهاجران و تدارکات با کشتی در سال ۱۶۱۰ در آستانه شکست قرار داشت. تنباکو به اولین صادرات سودآور ویرجینیا تبدیل شد که تولید آن تأثیر قابل توجهی بر جامعه و الگوهای سکونتگاهی داشت.
در سال ۱۶۲۴، منشور شرکت ویرجینیا توسط پادشاه جیمز اول لغو شد و مستعمره ویرجینیا به عنوان مستعمره تاج به مقامات سلطنتی منتقل شد. پس از جنگ داخلی انگلیس در دهه‌های ۱۶۴۰ و ۵۰، مستعمره ویرجینیا به دلیل وفاداری خود به سلطنت انگلیس در دوران تحت الحمایه و مشترک المنافع انگلستان، توسط پادشاه چارلز دوم به «سلطه قدیمی» ملقب شد.
از ۱۶۱۹ تا ۱۷۷۵/۱۷۷۶، مجلس استعماری ویرجینیا مجمعی عمومی بود که همراه با یک فرماندار استعماری اداره می‌شد. جیمز تاون در رودخانه جیمز تا سال ۱۶۹۹ پایتخت مستعمره ویرجینیا باقی ماند. از سال ۱۶۹۹ تا زمان انحلال آن پایتخت در ویلیامزبورگ بود. این مستعمره اولین آشفتگی سیاسی بزرگ خود را با شورش بیکن در سال ۱۶۷۶ تجربه کرد.
پس از اعلام استقلال از پادشاهی بریتانیای کبیر در سال ۱۷۷۵، قبل از تصویب رسمی اعلامیه استقلال، مستعمره ویرجینیا به مشترک المنافع ویرجینیا، یکی از سیزده ایالت اصلی ایالات متحده تبدیل شد و به عنوان شعار رسمی خود «سلطه قدیمی» را پذیرفت. کل ایالت‌های مدرن ویرجینیای غربی، کنتاکی، ایندیانا و ایلینویز، و بخش‌هایی از اوهایو و پنسیلوانیا غربی بعداً از قلمروی که مستعمره ویرجینیا در زمان استقلال بیشتر آمریکا در ژوئیه ۱۷۷۶ دربرگرفته بود، ایجاد شد.